# La casa dipinta
La casa dipinta è un romanzo del 2001 dello scrittore statunitense John Grisham.
Il romanzo fu scritto da Grisham prima di diventare famoso e pubblicato solo in seguito. L'ambientazione è sempre nel sud degli Stati Uniti, ma non è un giallo giudiziario, differentemente dalle altre opere dello scrittore statunitense.

## Trama
Arkansas, anni cinquanta. Una famiglia di contadini assume una famiglia di montanari per aiutarli nella raccolta del cotone nelle loro piantagioni. In questo apparentemente pittoresco quadro, si notano invece tutti i problemi, non ultimo il timore di perdere il raccolto. La storia ci viene raccontata da Luke Chandler, un bambino di sette anni che vive in prima persona tutta la situazione.

## Adattamento
Nel 2003 dal romanzo è stato tratto il film televisivo A Painted House, diretto da Alfonso Arau.

## Edizioni
- John Grisham, La casa dipinta, traduzione di Tullio Dobner, collana oscar Bestseller, Arnoldo Mondadori Editore, settembre 2002,  p. 336, ISBN 978-88-04-50528-0.